# Hispavox
Hispavox va ser una discogràfica espanyola, que va romandre activa durant 32 anys. Estava ubicada a Madrid i va ser fundada per EMI el 1953. Després d'anys de gran èxit, va desaparèixer el 1985, integrada en la matriu. EMI va conservar la marca del segell discogràfic i encara s'editen antigues gravacions remasteritzades sota aquesta marca. El 2011, després de l'escissió i venda d'EMI, els drets d'Hispavox van passar a Parlophone; i des de 2013, la propietària és Warner Music.